# The Blues (serie documental)
The Blues es una serie documental producida por Martin Scorsese en 2003, declarado "Año del Blues" en Estados Unidos. Cada una de las siete películas que componen la serie ha sido dirigida por un cineasta entusiasta del género y en ellas se hace un repaso su origen y desarrollo a lo largo del siglo XX.

## Feel Like Going Home
Dirigida por el propio Scorsese, este primer film de la serie rinde homenaje al Delta blues, a los orígenes del género, recorriendo el Estado de Misisipi de la mano del músico Corey Harris, para continuar después viajando por el continente africano en busca de las raíces del blues.
Feel like going home habla de músicos que se criaron alrededor de los algodonales, sin dinero ni comida, allí surgieron unos músicos que aliviaban las vidas de la gente como John Lee Hooker, Willie King, Son House o Robert Johnson. Músicos que se adaptaban a los tiempos, como Otha Turner, que muestra en el film como crear música con una sencilla flauta hecha de caña. 
Feel like going home rescata grabaciones realizadas para la Biblioteca del Congreso de Estados Unidos en los años 30 por Son House, Muddy Waters y John Lee Hooker. El documental también recoge testimonios e interpretaciones de Willie King, Taj Mahal, Otha Turner y el bluesman africano Ali Farka Toure.

## The Soul of a Man
The Soul of a Man dirigida por Wim Wenders explora la carrera de los músicos Skip James, Blind Willie Johnson y J. B. Lenoir. El primero estudió guitarra y piano desde joven, grabó varios trabajos para Paramount hasta que la compañía quebró y James dejó la música para dedicarse a predicar. Su redescubrimiento en el festival de Newport en 1964 fue todo un éxito, convirtiéndose uno de los intérpretes de blues más originales de todos los tiempos. J. B. Lenoir participó muy activamente a favor del Movimiento por los derechos civiles en Estados Unidos poniendo voz y música a sus reivindicaciones, su estilo se caracterizó por crear composiciones en las que los saxos sonaban al unísono de una guitarra que se adaptaba un excepcional campo vocal e influyó a muchos guitarristas posteriores por sus composiciones de blues para la guitarra eléctrica. Blind Willie Johnson empleó el espíritu del blues para transmitir sus mensajes religiosos y fue el autor de temas como "Dark was the night-cold was the ground" y "The soul of a man", el título elegido por Wim Wenders para dar nombre a este repaso por la historia del blues, es considerado como uno de los mejores intérpretes de la slide guitar, así como una de las personalidades más reverenciadas de la música gospel en el periodo de la Gran depresión.
El documental esta narrado por el actor Laurence Fishburne interpretando a Blind Willie Johnson. Contiene interpretaciones de músicos como Nick Cave, Beck, Jon Spencer Blues Explosion, James Blood Ulmer, T-Bone Burnett, Eagle Eye Cherry, Shemekia Copeland, Garland Jeffreys, Alvin Youngblood Hart, Los Lobos, Bonnie Raitt, Lou Reed, Marc Ribot, Lucinda Williams y Cassandra Wilson.
La película obtuvo un Premio Emmy, así como el Premio de la Audiencia en la Muestra Internacional de Cine de São Paulo. Fue presentada fuera de competición en el Festival de Cannes de 2003.

## The Road to Memphis
Este episodio dirigido por Richard Pearce se centra en la escena musical de Beale Street, la icónica calle del centro histórico de Memphis, considerada la cuna del blues y en la odisea musical de la leyenda del género, B.B. King. El homenaje de Pearce a Memphis incluye entrevistas y actuaciones de B.B. King, Bobby Rush, Rosco Gordon e Ike Turner, así como material de archivo de Howlin Wolf y Rufus Thomas.

## Warming by the Devil's Fir
El director Charles Burnett, presenta la historia de Junior, papel interpretado por el actor Nathaniel Lee, un joven que a mediados de los años 50 viaja a Misisipi para reunirse con sus familiares. Allí experimenta las tensiones intergeneracionales entre los sonidos celestiales del góspel y los diabólicos gemidos del blues. Entre los fragmentos musicales incluidos figuran actuaciones de Bessie Smith, Dinah Washington, Muddy Waters, Ida Cox, Willie Dixon, Lightnin' Hopkins, Victoria Spivey y Sonny Boy Williamson II.

## Godfathers and Sons
En este episodio, el director Marc Levin viaja a Chicago junto al legendario músico de hip-hop Chuck D y Marshall Chess (hijo de Leonard Chess y heredero del legado de Chess Records) para explorar el auge del blues y para producir juntos una nueva versión de "Electric Mud", el controvertido álbum de Muddy Waters publicado en 1968. El nuevo disco une a veteranos intérpretes de blues junto a artistas contemporáneos de hip-hop. Se incluyen, además, interpretaciones nunca vistas de Howlin Wolf, Muddy Waters y The Paul Butterfield and the Blues Band, e interpretaciones originales de Koko Taylor, Otis Rush, Magic Slim, Ike Turner y Sam Lay.

## Red, White and Blues
El director Mike Figgis dedica este episodio al blues producido en las islas británicas y al efecto que produjo la "British Invasion" sobre el blues americano. Durante la década de 1960, en el Reino Unido tuvo lugar una verdadera revolución social y cultural. Liverpool, Birmingham, Manchester, Newcastle y sobre todo Londres tenían sus propias escenas musicales. Muchos músicos de Belfast y Glasgow se trasladaron a la capital británica para formar parte de ella.
El jazz de la posguerra y el resurgir del movimiento folk produjeron un terreno fértil para crear un nuevo tipo de blues totalmente influenciado por los auténticos bluesmen negros de Estados Unidos pero nuevo en el sentido de que ciertos músicos moldearon el blues de una manera totalmente personal, adaptándose a la nueva conciencia del Reino Unido de los sesenta. La mayor parte de ellos rindieron homenaje a los pioneros del género, creando una gran audiencia global a músicos de la talla de Robert Johnson, Muddy Waters, Howlin Wolf o Freddie King.
La película de Mike Figgis analiza las circunstancias de este período. El propio Figgis participó en este movimiento, tocando en una banda de blues con Bryan Ferry, una banda que fue el núcleo de la primera formación de Roxy Music. Una serie de entrevistas con Eric Clapton, Steve Winwood, Fleetwood Mac, Eric Burdon, Sister Rosetta Tharpe, Otis Redding o B.B. King se complementan con una sesión en vivo en los famosos estudios de grabación Abbey Road. Tom Jones, Jeff Beck, Van Morrison y Lulu improvisan alrededor de algunos blues clásicos, acompañados por una excelente banda compuesta por jóvenes y no tan jóvenes músicos.

## Piano Blues
Piano Blues, la séptima y última entrega de la serie fue dirigida por Clint Eastwood. En el documental Eastwood explora su pasión por los pianistas de blues y jazz, según comenta el propio director "Siempre he pensado que el jazz y el blues eran verdaderas formas de arte americanas. Tal vez las únicas formas de arte realmente originales que tenemos". La película cuenta con entrevistas y actuaciones en directo de destacadas figuras del piano como Ray Charles, Dr. John, Marcia Ball, Pinetop Perkins, Dave Brubeck, Jay McShann, Henry Gray y muestra actuaciones de archivo de Fats Domino, Otis Spann, Art Tatum, Albert Simmons, Pete Johnson, Jay McShann, Big Joe Turner, Nat King Cole, Martha Davis, Professor Longhair, Charles Brown y Duke Ellington.